# Secteur sauvegardé
 (mars 2011).
Si vous disposez d'ouvrages ou d'articles de référence ou si vous connaissez des sites web de qualité traitant du thème abordé ici, merci de compléter l'article en donnant les références utiles à sa vérifiabilité et en les liant à la section « Notes et références ».
En France, un secteur sauvegardé était une zone urbaine soumise à des règles particulières en raison de son « caractère historique, esthétique ou de nature à justifier la conservation, la restauration et la mise en valeur de tout ou partie d'un ensemble d'immeubles bâtis ou non » (Code de l'urbanisme, art. L. 313-1, ancienne rédaction). Ces secteurs comprenaient en particulier les centres historiques de nombreuses villes françaises.
Deux objectifs principaux avaient présidé à la promulgation de la loi du 4 août 1962 sur les secteurs sauvegardés, dite « loi Malraux » :  
- éviter la disparition ou une atteinte irréversible aux quartiers historiques en instituant des mesures juridiques de protection ;
- requalifier le patrimoine historique, architectural et urbain et moderniser les logements anciens pour assurer une qualité d’occupation conforme au mode de vie contemporain au moyen de mécanismes spécifiques d’intervention opérationnelle.

La loi visait, par l’intermédiaire de la création d’un secteur sauvegardé, à associer « sauvegarde » et « mise en valeur » dans une démarche d’urbanisme qualitatif où, tout en préservant architecture et cadre bâti, on permettait une évolution harmonieuse des quartiers anciens.
Deux lois avaient déjà marqué la prise de conscience progressive de la nécessité de protéger le patrimoine : la Loi du 31 décembre 1913 traitait seulement des monuments historiques et la loi du 25 février 1943 de leurs abords, auxquelles il faut ajouter la loi du 2 mai 1930 instituant les sites classés.
L'objectif d'André Malraux était beaucoup plus large puisqu'il s'agissait de préserver l'aspect de quartiers entiers à tous les niveaux pertinents : façades, rues, cours, toitures… La loi voulait en même temps adapter ces quartiers à la vie moderne afin d'éviter d'en faire des musées en plein air. Pour y parvenir, elle mettait un vaste éventail d'actions à la disposition de l'État : rénovation de bâtiments, amélioration de la voirie, création de petits espaces verts, voire création de parcs de stationnement dans les cours intérieures.

## Évolution
La loi du 7 juillet 2016 a créé les  sites patrimoniaux remarquables qui se substituent aux secteurs sauvegardés. Ce qui n'a pas impliqué leur suppression : aux termes des dispositions transitoires de la loi, les secteurs sauvegardés sont devenus automatiquement et « de plein droit » des sites patrimoniaux remarquables (article 112).
La création des sites patrimoniaux remarquables a pour objectif de protéger et mettre en valeur le patrimoine architectural, urbain et paysager de nos territoires. Les sites patrimoniaux remarquables sont « les villes, villages ou quartiers dont la conservation, la restauration, la réhabilitation ou la mise en valeur présente, au point de vue historique, architectural, archéologique, artistique ou paysager, un intérêt public ». Le dispositif doit permettre d’identifier clairement les enjeux patrimoniaux sur un même territoire. Ces enjeux sont retranscrits dans un plan de gestion du territoire qui peut prendre deux formes : soit un plan de sauvegarde et de mise en valeur (document d’urbanisme), soit un plan de valorisation de l’architecture et du patrimoine (servitude d’utilité publique).

## Le régime des secteurs sauvegardés
Dans un secteur sauvegardé, les programmes de rénovation et d'aménagement étaient encadrés par un  plan de sauvegarde et de mise en valeur (PSMV). Le PSMV est un document d'urbanisme qui remplace le plan d'occupation des sols (POS) et son successeur le plan local d'urbanisme (PLU) sur le périmètre des secteurs sauvegardés. Le PSMV était approuvé par le Préfet au nom de l'État alors que le POS et les PLU / PLUI relèvent des communes lorsqu'elles ont gardé la compétence « urbanisme » ou des intercommunalités. L'architecte des bâtiments de France était la personne clef des secteurs sauvegardés, étant chargé par l'État de les gérer et de rendre un avis conforme sur toutes les demandes d'autorisation d'urbanisme.
Le statut de secteur sauvegardé conférait des avantages fiscaux aux propriétaires qui entreprenaient des opérations de rénovation.
L'ordonnance n° 2005-864 du 28 juillet 2005, et son décret d'application (Décret n° 2007-452 du 25 mars 2007 relatifs aux secteurs sauvegardés), visaient à alléger la procédure de création de ces zones et à réduire le nombre de consultations préalables. Ces textes avaient été intégrés dans le Code de l'urbanisme (articles L 313-1 et suivants, R 313-1 et suivants, ancienne rédaction).
Dans ses dispositions transitoires, la loi relative à la liberté de la création, à l'architecture et au patrimoine du 7 juillet 2016  dispose que  « le plan de sauvegarde et de mise en valeur du secteur sauvegardé applicable à la date de publication de la présente loi est applicable après cette date dans le périmètre du site patrimonial remarquable » qui s'y substitue (article 112).

## Quelques exemples d'anciens secteurs sauvegardés valant sites patrimoniaux remarquables

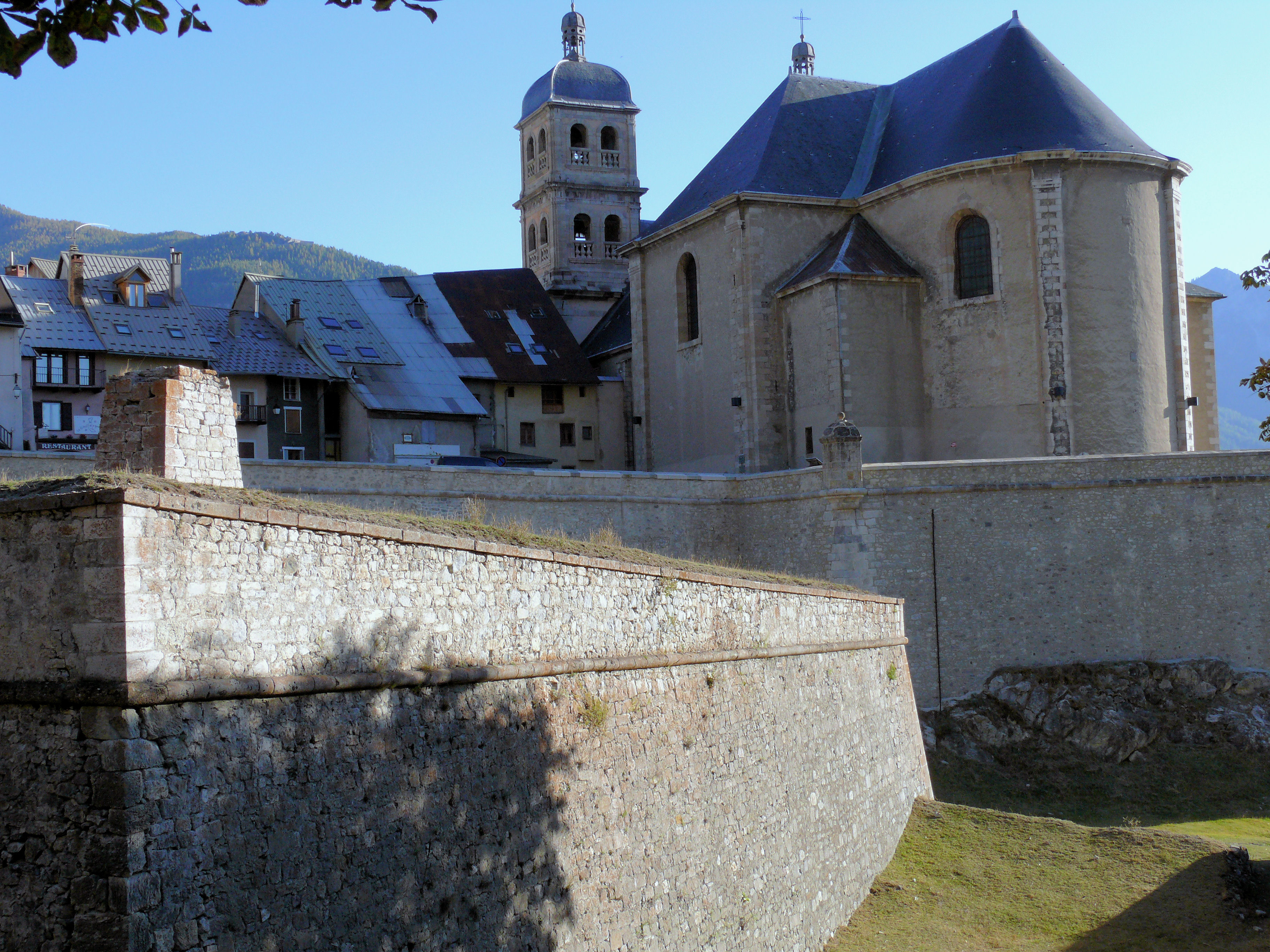
Les remparts Vauban du SPR de Briançon

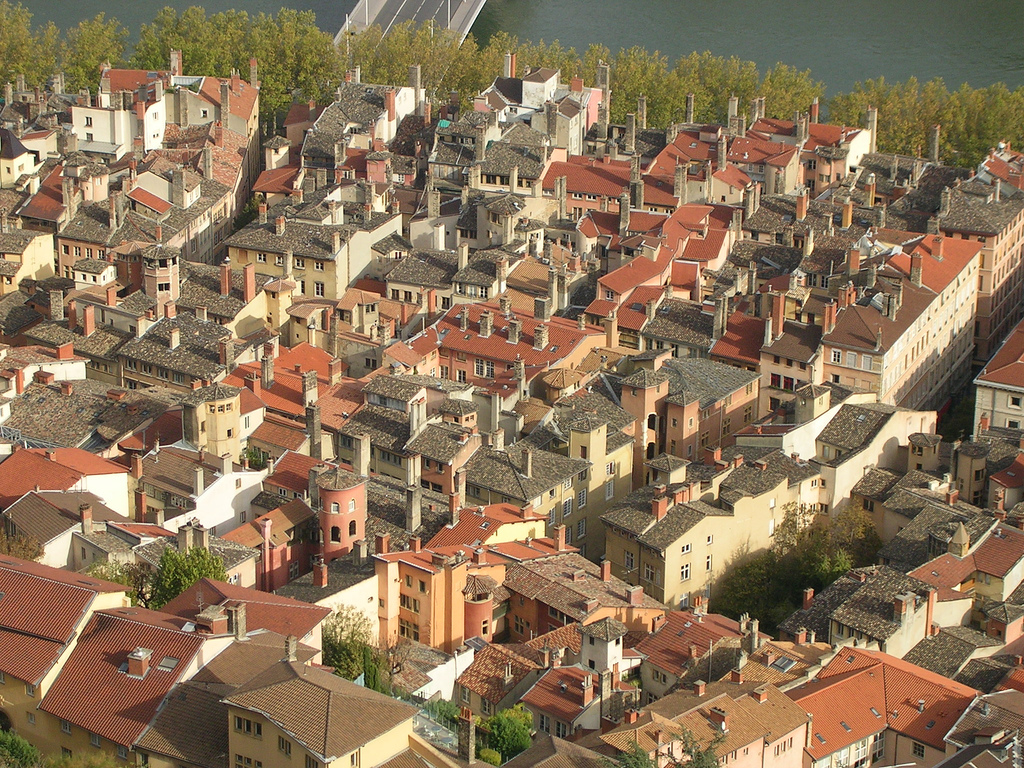
Les toits du Vieux-Lyon

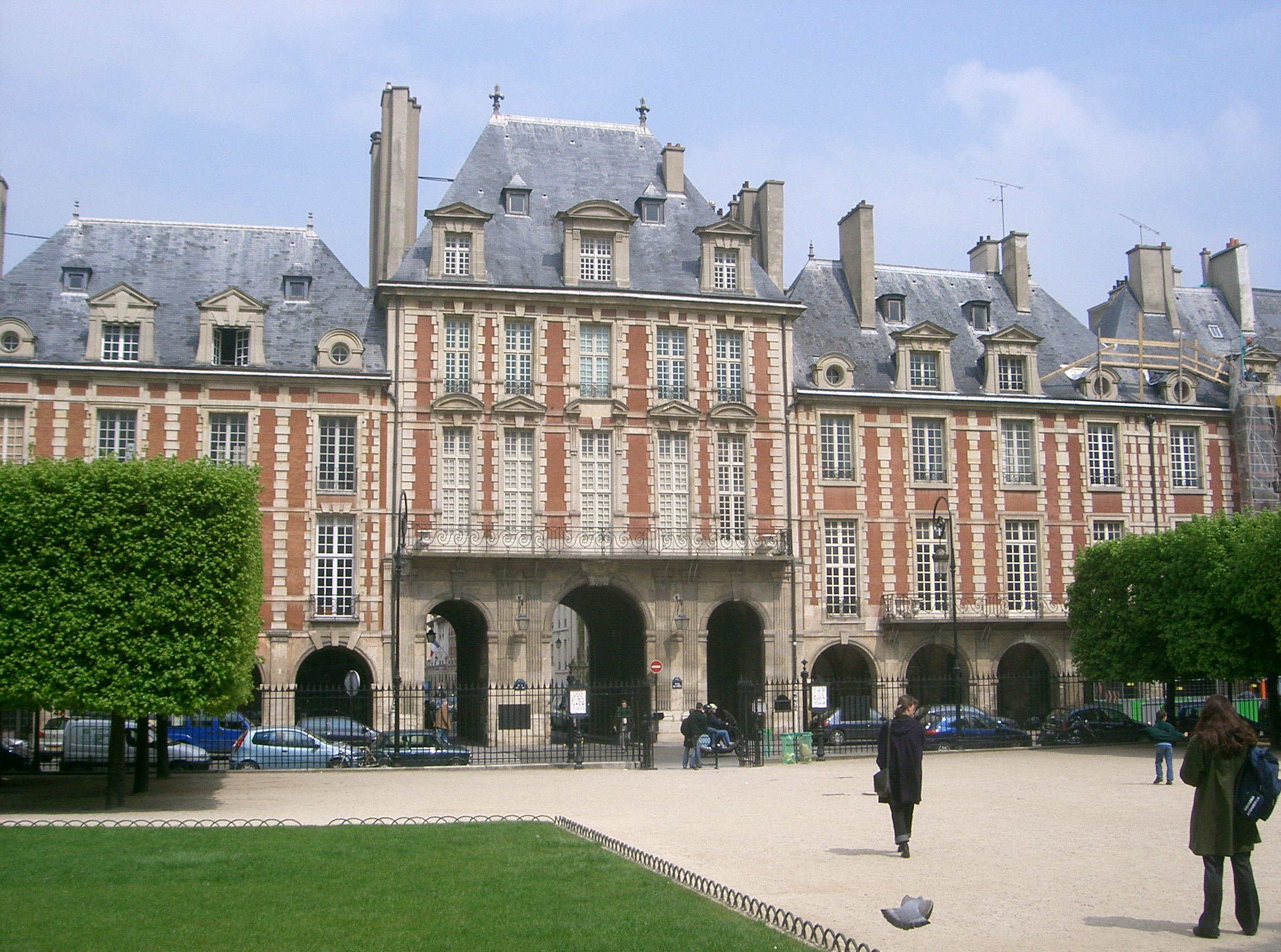
La place des Vosges, dans le SPR du Marais à Paris

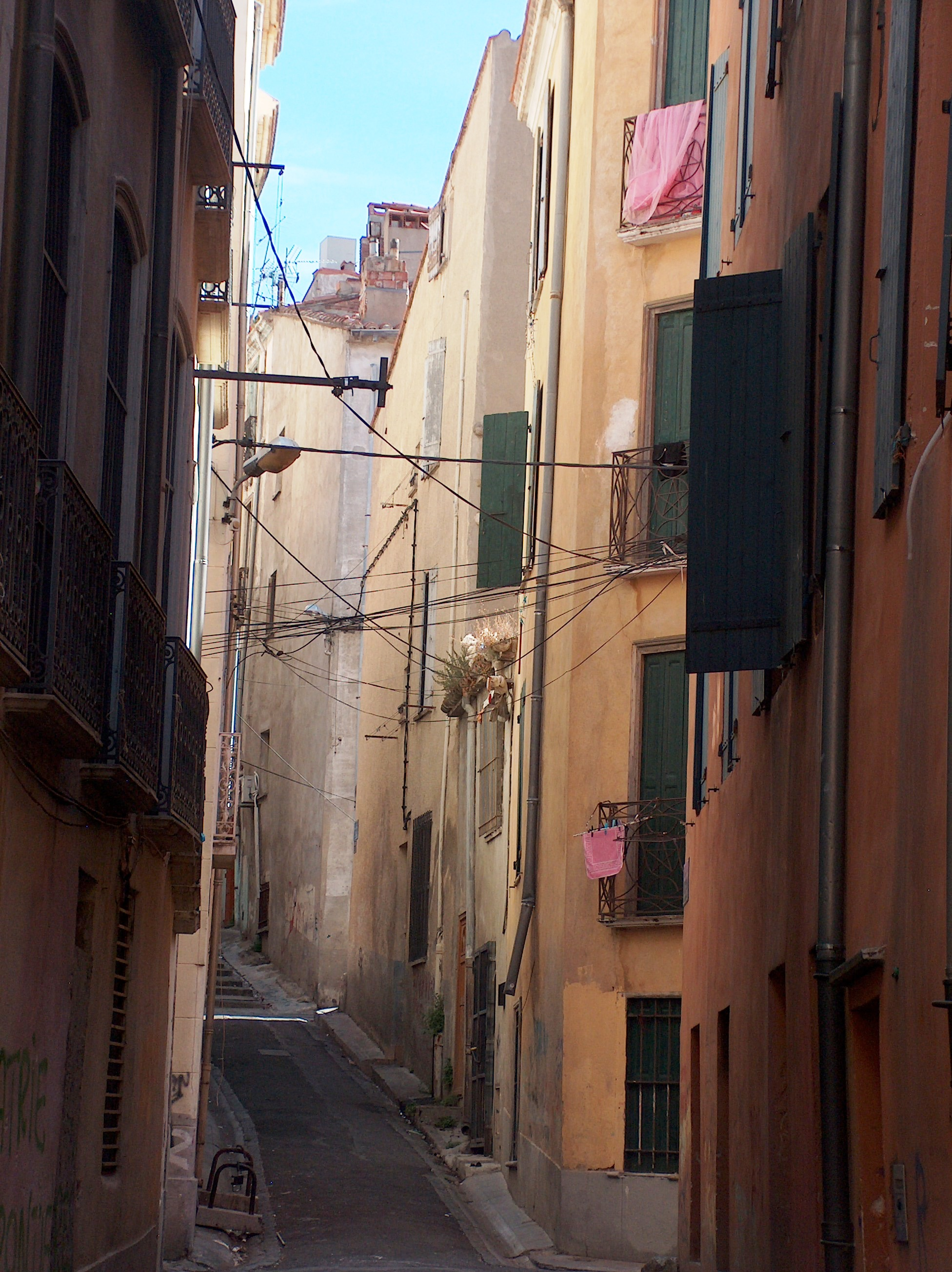
Rue typique du quartier populaire Saint-Jacques à Perpignan dans le SPR

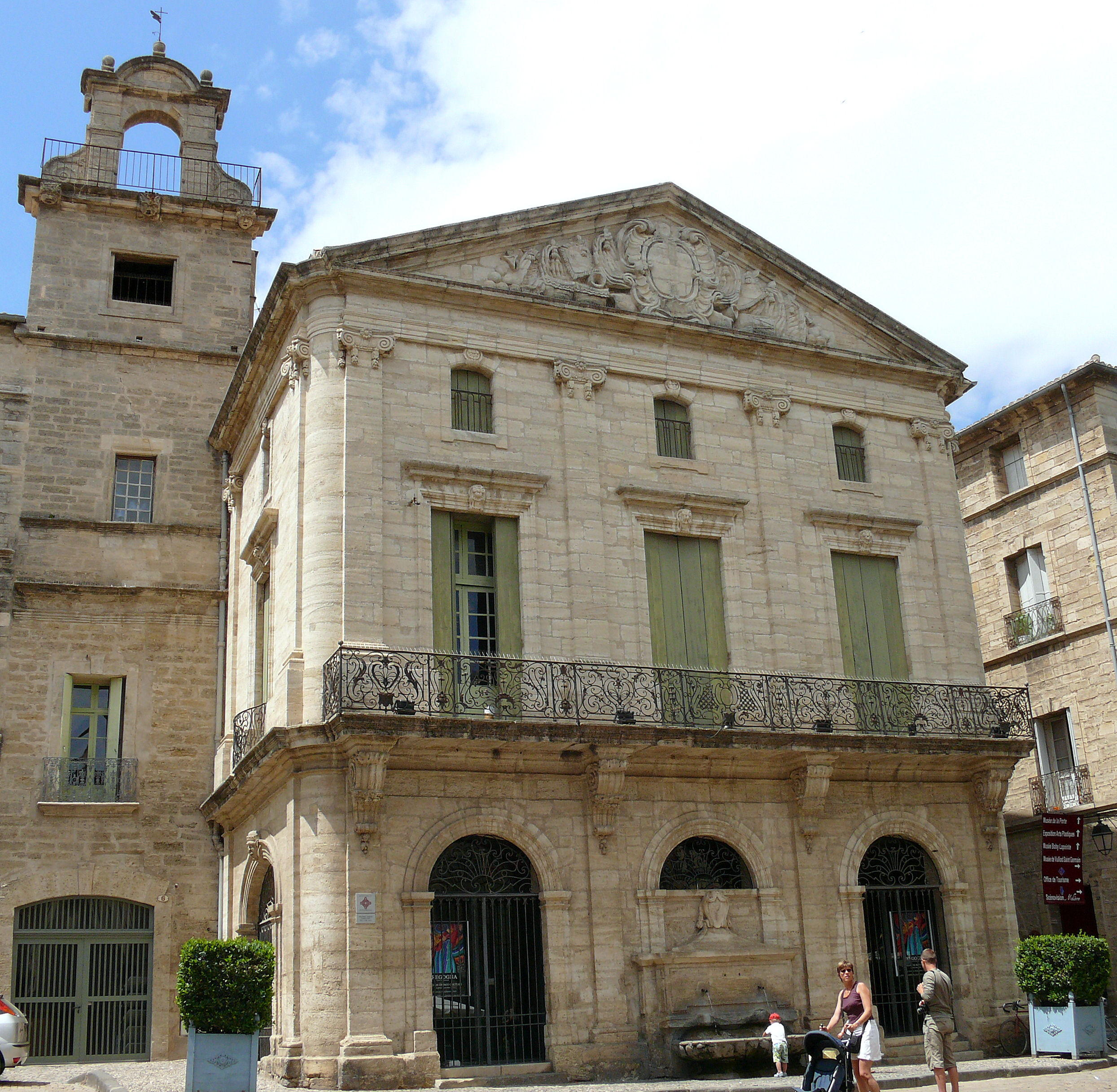
Maison consulaire de Pézenas

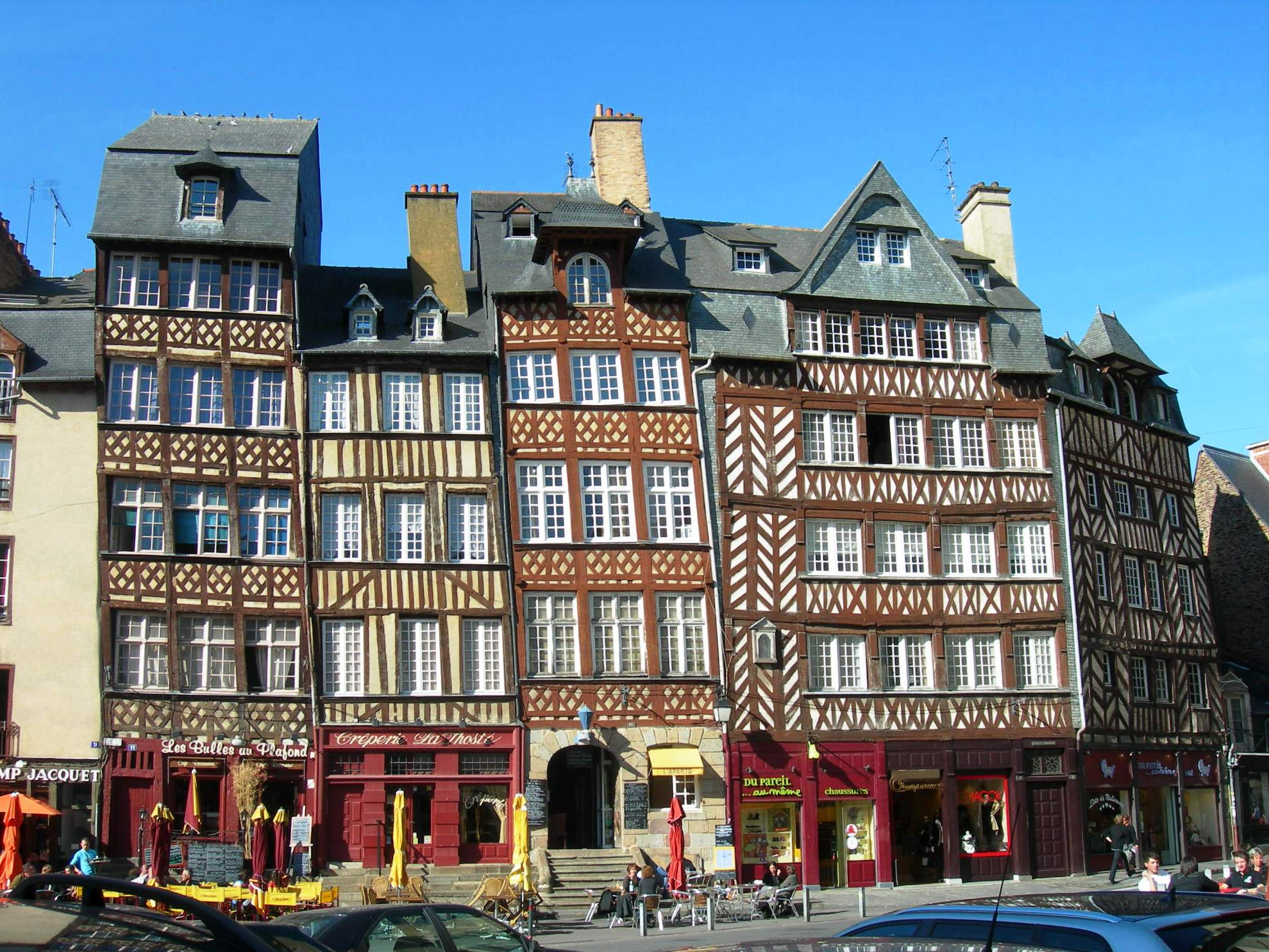
La place médiévale du Champ-Jacquet dans le SPR de Rennes

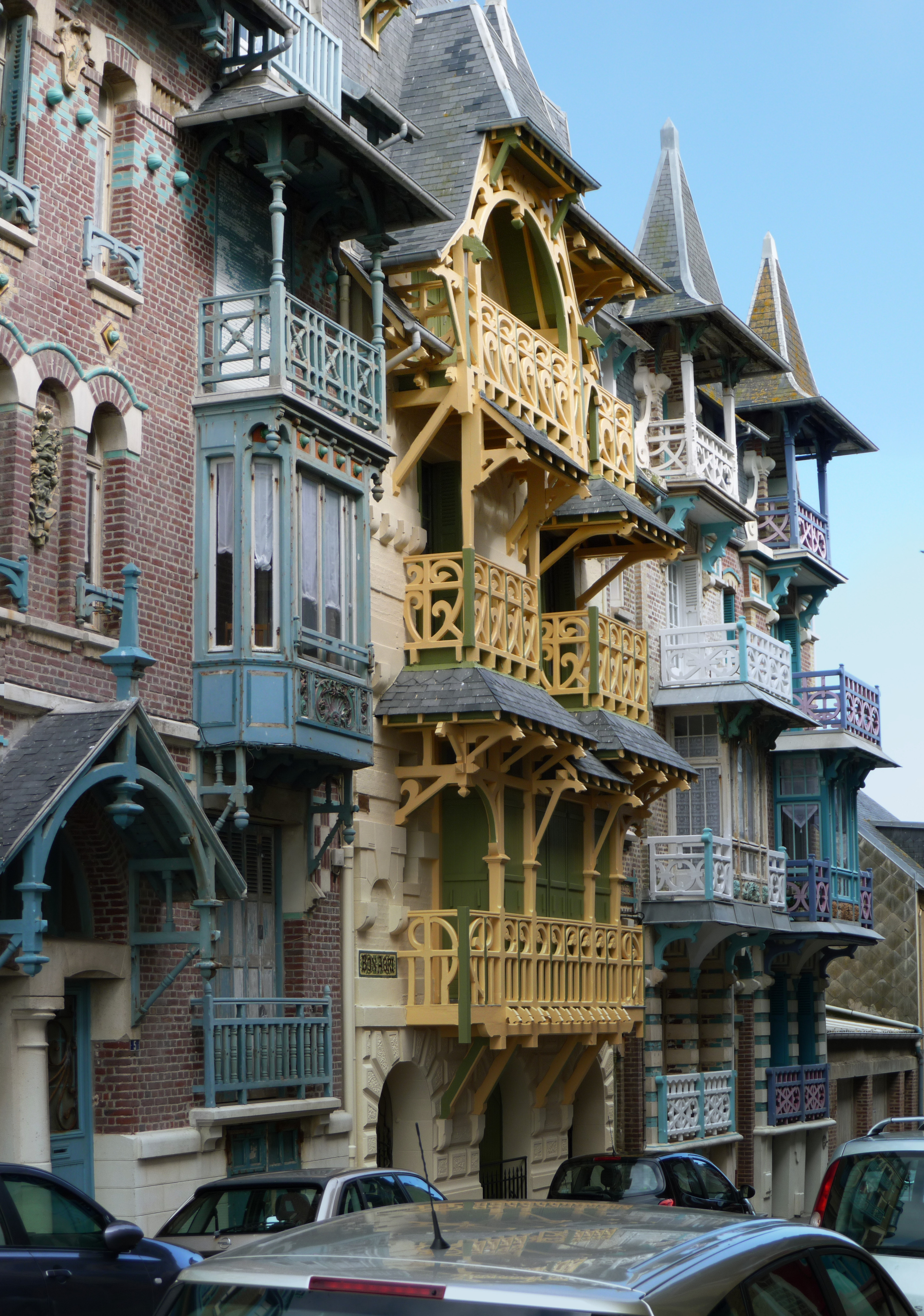
Villas du quartier balnéaire de Mers-les-Bains

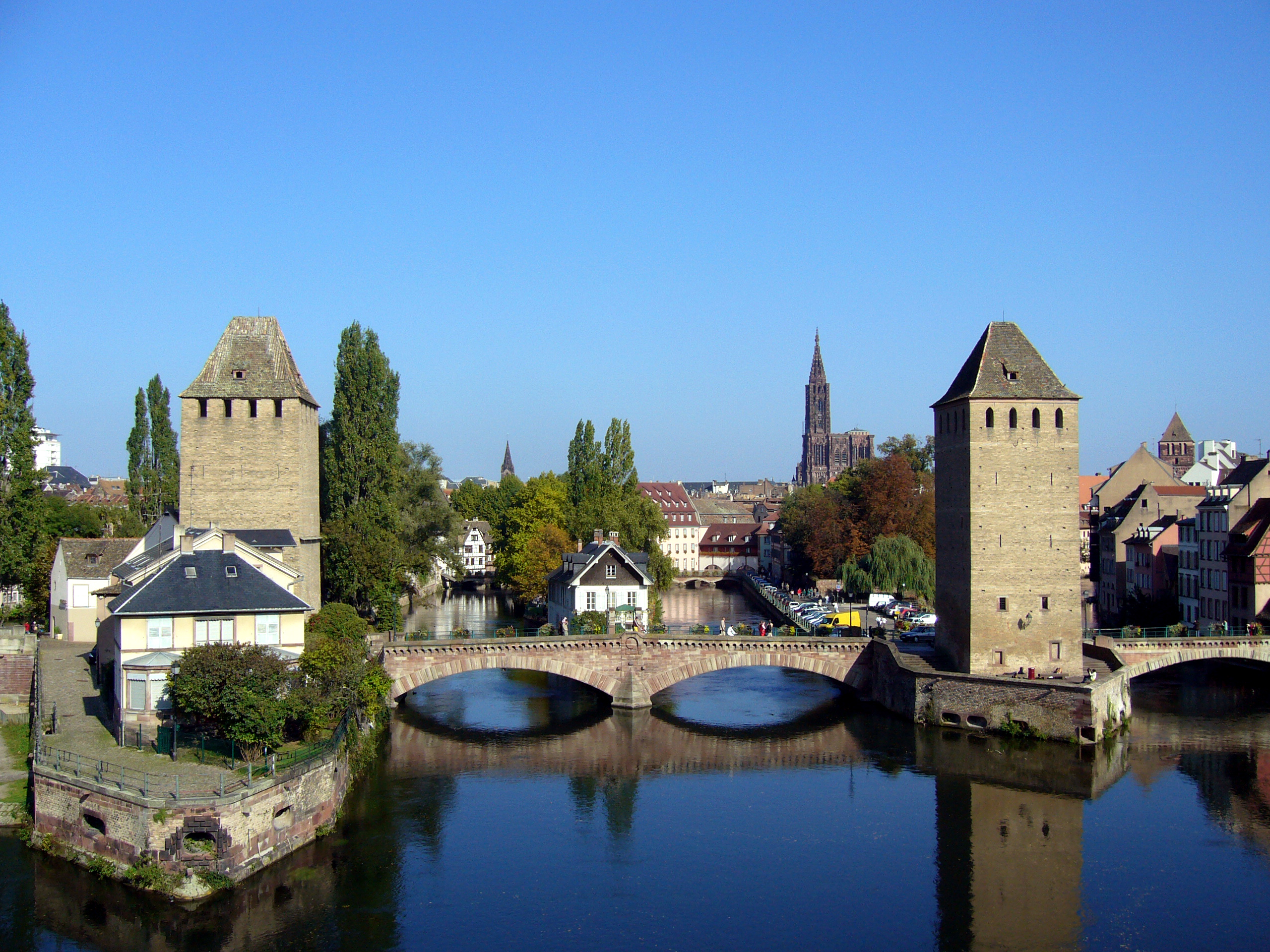
La Grande Île de Strasbourg

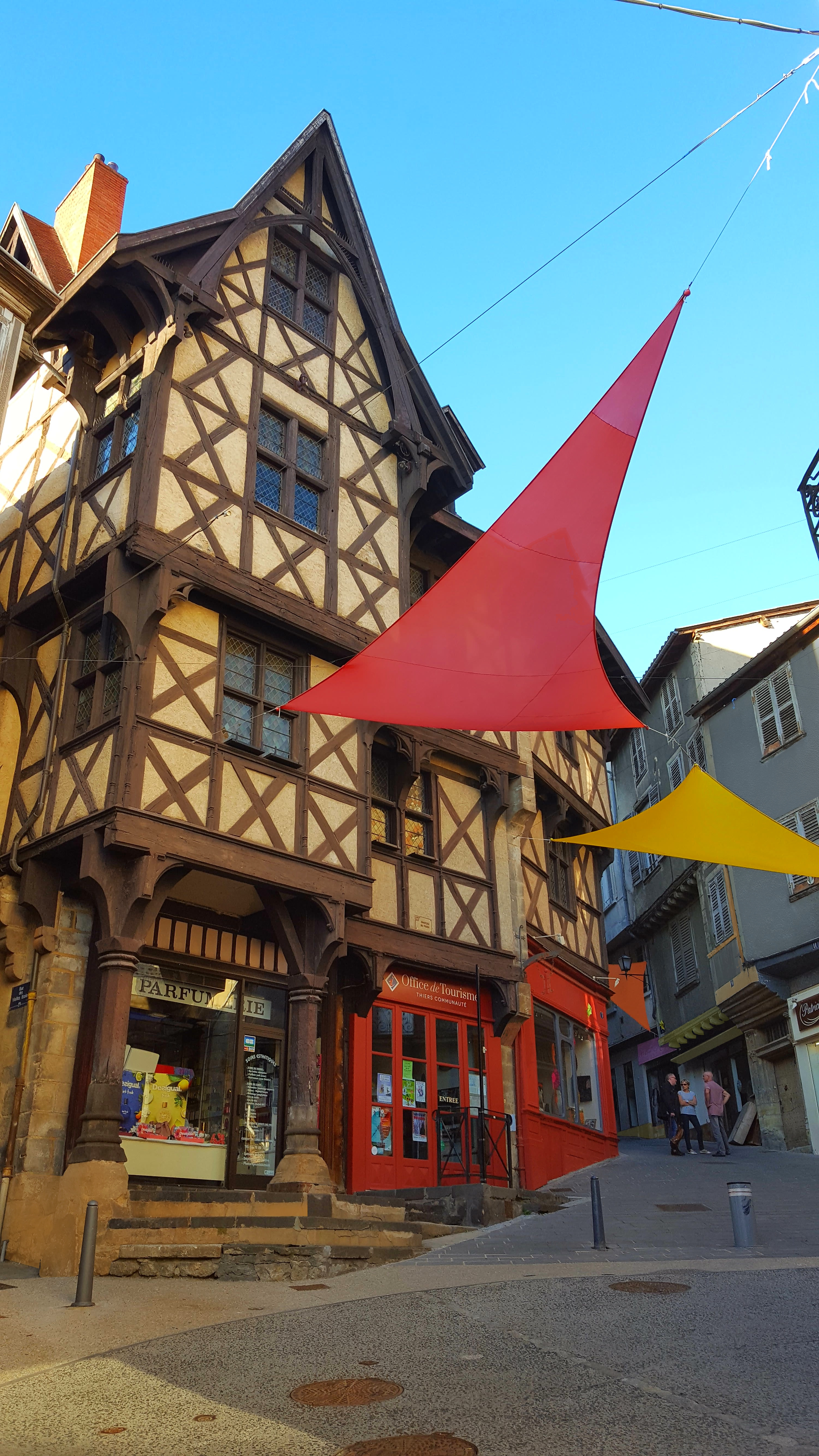
Le Château du Pirou dans le SPR de Thiers.

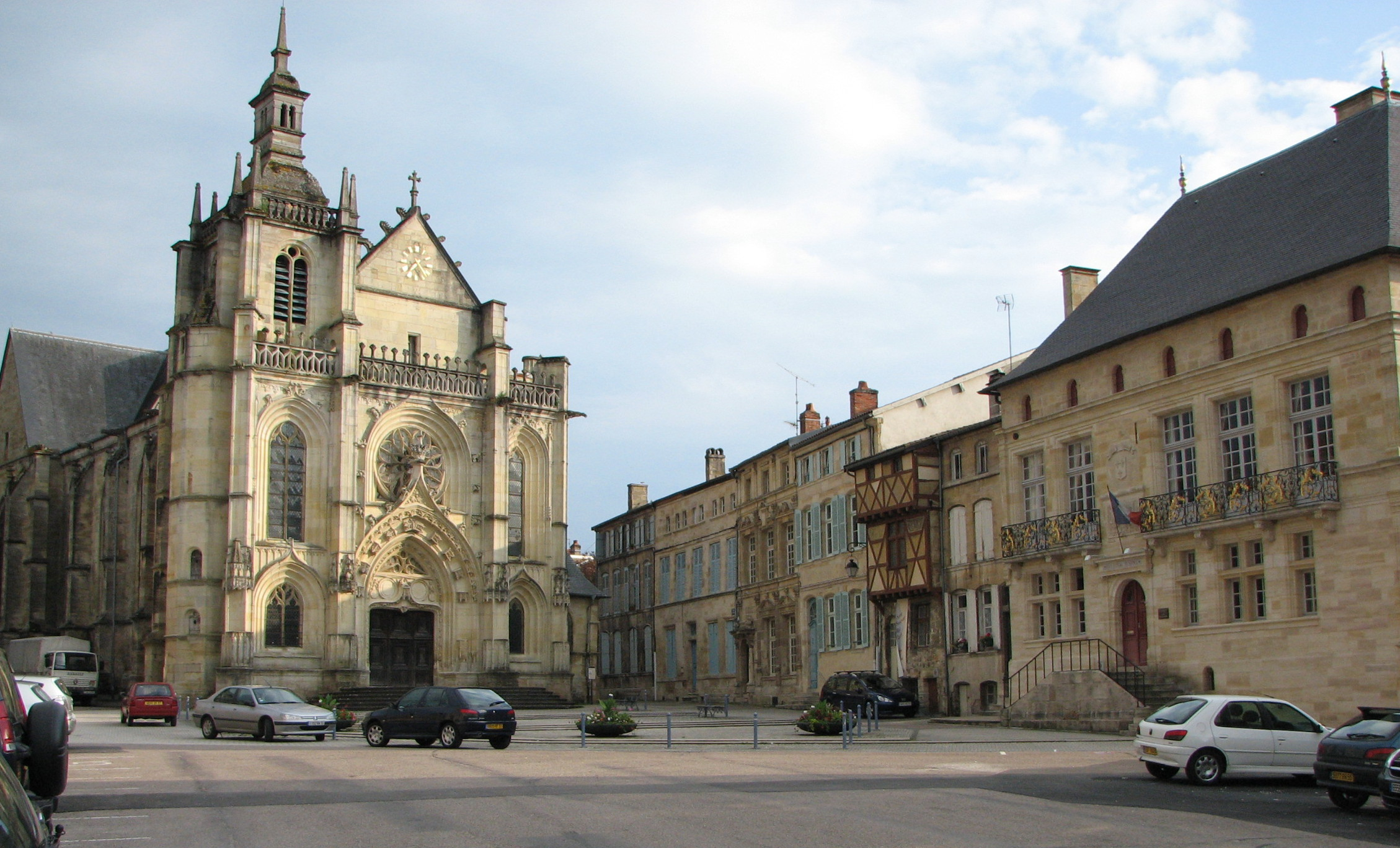
La Ville Haute de Bar-le-Duc : l'église Saint-Etienne au coeur du SPR.

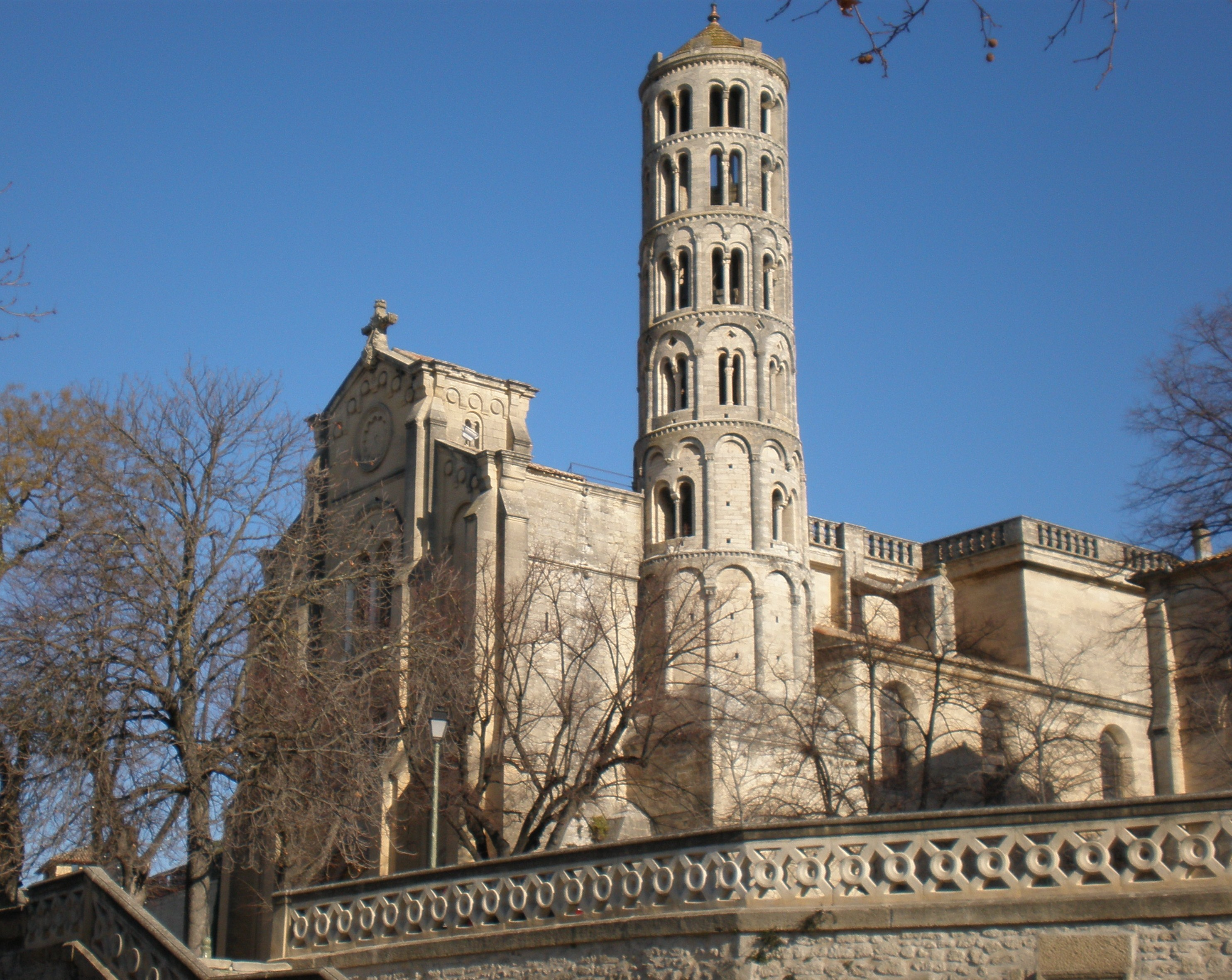
La Tour fenestrelle et l'ancienne Cathédrale Saint-Théodorit d'Uzès au cœur du SPR.

On dénombrait 97 secteurs sauvegardés en 2006 pour une superficie totale de plus de 6 000 hectares.
| Ville                            | Commentaire | Surface (ha) | Date de création  | Date d'approbation |
| -------------------------------- | --- | ------------ | ----------------- | --- |
| Aigues-Mortes                    | |              | 13 septembre 2005 | Étude du PSMV en cours.                                                                                                |
| Aix-en-Provence                  | | 69           | 17 décembre 1964  | 27 juin 2012 |
| Albi                             | | 65           | 19 janvier 1968   | 21 janvier 1993 |
| Amboise                          | | 79           | 29 juillet 1989   | 18 février 2002 |
| Arles                            | | 92           | 9 août 1966       | 3 mars 1993, révisé le 18 avril 2018                                                                                   |
| Autun                            | Hauts-Quartiers Cathédrale | 74           | 9 novembre 1973   | 8 septembre 1981, révisé le 13 novembre 2009                                                                           |
| Auxerre                          | | 70           | 29 mai 1968       | 20 octobre 1981 |
| Avignon                          | Centre historique (défini par les remparts) | 173          | 16 septembre 1991 | 12 juin 2007 |
| Bar-le-Duc                       | (Ville Haute dite aussi Quartier Renaissance) | 23           | 1975              | 20 janvier 1993 |
| Bayeux                           | | 81           | 15 décembre 1971  | 8 juillet 1987, révisé le 13 juillet 2007                                                                              |
| Bayonne                          | | 80           | 7 mai 1975        | 24 avril 2007 |
| Beaucaire                        | | 38           | 8 juillet 1985    | 31 décembre 2001 |
| Besançon                         | Centre ancien (la Boucle), glacis, Canot, Micaud | 238          | 1er décembre 1994 | 13 février 2012 |
| Besançon                         | Quartier Battant-Vauban | 30           | 31 décembre 1964  | 31 janvier 1992, révisé le 24 mai 2011                                                                                 |
| Béziers                          | | 115          | 22 septembre 1992 | Étude du PSMV en cours.                                                                                                |
| Blois                            | | 46           | 3 septembre 1970  | 7 août 1996 |
| Bordeaux                         | | 147          | 16 février 1967   | 25 octobre 1988, révisé le 13 mars 2002 et le 18 février 2022                                                          |
| Bourges                          | | 58           | 18 février 1965   | 20 juillet 1994 |
| Briançon                         | Cité Vauban, la vieille ville fortifiée par Vauban sous le règne de Louis XIV | 28           | 5 février 1987    | 2007 |
| Cahors                           | | 38           | 10 octobre 1972   | 13 octobre 1988, révisé le 27 mai 2017                                                                                 |
| Carcassonne                      | | 57           | 3 octobre 1997    | 18 février 2019 |
| Chalon-sur-Saône                 | | 63           | 17 janvier 1974   | 26 avril 1990 |
| Chambéry                         | | 19           | 8 mai 1969        | 9 mai 1990 |
| Charleville-Mézières             | | 98           | 6 février 2001    | Étude du PSMV en cours.                                                                                                |
| Chartres                         | | 64           | 24 juin 1964      | 30 juin 1971, révisé le 31 juillet 2007                                                                                |
| Château-Gontier                  | | 66           | 27 juin 1985      | 31 juillet 2007 |
| Chinon                           | | 21           | 7 mars 1968       | 1er février 2002 |
| Clamecy                          | | 13           | 28 janvier 1985   | 21 mai 1999 |
| Clermont-Ferrand                 | Montferrand | 22           | 1964              | 28 novembre 1997 |
| Cluny                            | | 63           | 22 septembre 1994 | 21 juillet 2011 |
| Colmar                           | | 35           | 27 décembre 1995  | 13 février 2002 |
| Dijon                            | | 107          | 19 août 1966      | 8 février 1990 |
| Dinan                            | | 93           | 20 juin 1988      | 30 août 1996 |
| Dole                             | | 116          | 23 juin 1967      | 27 décembre 1993 |
| Figeac                           | | 37           | 11 mars 1986      | 3 décembre 1999 |
| Fontenay-le-Comte                | | 80           | 18 juin 1985      | 18 février 2002 |
| Grasse                           | | 11           | 25 novembre 1974  | 15 mars 2010 |
| Guérande                         | | 17           | 30 avril 1976     | 30 août 1993 |
| Honfleur                         | | 39           | 4 septembre 1974  | 11 janvier 1985 |
| Joigny                           | | 65           | 10 mars 1995      | 22 janvier 2016 |
| La Rochelle                      | Centre historique | 75           | 14 janvier 1970   | 8 septembre 1981, révisé le 10 juillet 2015                                                                            |
| Langres                          | | 68           | 22 mars 1972      | 26 mars 1985 |
| Laon                             | | 370          | 29 mai 1968       | 6 mai 1995 |
| Le Mans                          | | 18           | 29 mars 1966      | 20 mai 1974 |
| Le Puy-en-Velay                  | | 35           | 11 août 1967      | 8 septembre 1981 |
| Lille                            | Secteur sauvegardé de Lille | 56           | 26 avril 1967     | 28 septembre 1994, révision en cours.                                                                                  |
| Loches                           | | 24           | 7 août 1968       | 18 avril 1979 |
| Lyon                             | Le Vieux-Lyon | 31           | 12 mai 1964       | 19 septembre 1985, révisé le 27 novembre 1998.                                                                         |
| Menton                           | | 22           | 25 mai 1993       | 30 juin 2003, révisé le 2 juillet 2008 (annulé le 14 janvier 2013), révisé le 23 mai 2014 (annulé le 22 février 2018). |
| Mers-les-Bains                   | Ensemble du quartier balnéaire et centre-ville de Mers-les-Bains, cinq dernières villas situées sur le territoire de la commune du Tréport                                                                                  | 18           | 7 août 1986       | Étude du PSMV en cours.                                                                                                |
| Metz                             | Quartiers médiévaux du centre historique, Île du Petit-Saulcy et Quartier Impérial | 162          | 29 septembre 1975 | 24 novembre 1986, révisé le 22 décembre 2017                                                                           |
| Monpazier                        | | 23           | 9 avril 1990      | 18 février 2002 |
| Montauban                        | | 73           | 1986              | Étude du PSMV en cours.                                                                                                |
| Montpellier                      | L'Écusson | 97           | 11 août 1967      | 1er septembre 1977, révision en cours.                                                                                 |
| Nancy                            | Centre historique (la ville vieille médiévale, la ville neuve) ainsi que les places classées à l'Unesco (place Stanislas, de la carrière et d'alliance), également le cours Léopold, et l'entrée des faubourgs nord et sud  | 166          | 22 juillet 1976   | 20 décembre 2019 |
| Nantes                           | Secteur sauvegardé de Nantes | 126          | 22 mars 1972      | 21 octobre 1983, révisé le 26 mai 1998, révision en cours.                                                             |
| Narbonne                         | Centre historique | 64           | 30 mars 2005      | Étude du PSMV en cours.                                                                                                |
| Nérac                            | Centre historique | 33           | 23 décembre 2008  | Étude du PSMV en cours.                                                                                                |
| Neufchâteau                      | Centre historique médiéval et ses deux églises | 58           | 22 avril 1999     | 21 mars 2016 |
| Nice                             | Vieux-Nice | 25           | 11 septembre 1969 | 17 décembre 1993 |
| Nice                             | Quartier du port | 30           | 9 novembre 1994   | Étude du PSMV en cours.                                                                                                |
| Nîmes                            | L'Écusson | 41           | 15 mars 1985      | 5 juin 2007 |
| Paris                            | Quartier du Marais | 126          | 21 décembre 1964  | 23 août 1996, révisé le 18 décembre 2013.                                                                              |
| Paris                            | Quartier des ministères dans le 7e arrondissement | 171          | 25 septembre 1972 | 26 juillet 1991 |
| Parthenay / Châtillon-sur-Thouet | | 71           | 5 novembre 1991   | 18 février 2002 |
| Périgueux                        | Ensemble urbain de Périgueux | 20           | 29 janvier 1970   | 12 mars 1980 |
| Perpignan                        | Centre historique | 98           | 13 septembre 1995 | 13 juillet 2007, révisé le 4 juillet 2019                                                                              |
| Pézenas                          | Centre historique de la ville composé d'une trentaine de bâtiments dont des hôtels particuliers des XVIe, XVIIe, XVIIIe siècle., de la collégiale Saint-Jean, de la Maison Consulaire où eurent lieu les États de Languedoc | 17 puis 58   | 21 juin 1965      | Étude du PSMV en cours.                                                                                                |
| Poitiers                         | Le Plateau | 200          | 29 mars 1966      | 10 avril 1985 |
| Le Puy-en-Velay                  | | 35           | 11 août 1967      | 8 septembre 1981, révision en cours.                                                                                   |
| Rennes                           | Centre historique au nord de la Vilaine, autour de la cathédrale et de la Place du Parlement de Bretagne | 33           | 7 janvier 1966    | 19 septembre 1985, révision le 16 décembre 2013.                                                                       |
| Richelieu                        | | 27           | 20 décembre 1965  | 20 novembre 1997 |
| Riom                             | | 38           | 13 février 1967   | 31 juillet 2000 |
| Rochefort                        | Ce secteur concerne tout le centre-ville et les cours (Roy Bry et d'Ablois). | 137          | 13 novembre 2009  | 21 octobre 2021 |
| Rouen                            | Centre historique, autour de la cathédrale | 42           | 4 septembre 1964  | 20 mai 1974, révisé le 19 novembre 1986                                                                                |
| Saint-Aignan / Noyers-sur-Cher   | |              | 15 juillet 2008   | Étude du PSMV en cours.                                                                                                |
| Saint-Benoît-du-Sault            | |              | 18 janvier 2010   | Étude du PSMV en cours.                                                                                                |
| Saint-Émilion                    | | 28           | 4 août 1986       | 21 septembre 2010 |
| Saint-Germain-en-Laye            | | 64           | 15 novembre 1974  | 3 mars 1988, révision en cours.                                                                                        |
| Saint-Gilles                     | | 40           | 31 décembre 2001  | Étude du PSMV en cours.                                                                                                |
| Saint-Léonard-de-Noblat          | |              | 26 novembre 2008  | Étude du PSMV en cours.                                                                                                |
| Saintes                          | | 44           | 26 janvier 1990   | Étude du PSMV en cours.                                                                                                |
| Sarlat                           | | 11           | 27 août 1967      | 28 juillet 1989 |
| Saumur                           | | 63           | 22 juin 1964      | 30 juin 1971, révisé le 12 juin 2007                                                                                   |
| Sedan                            | Secteur sauvegardé de Sedan | 52           | 22 septembre 1992 | 29 juin 2007, révisé le 28 février 2020                                                                                |
| Semur-en-Auxois                  | | 190          | 29 décembre 1998  | Étude du PSMV en cours.                                                                                                |
| Senlis                           | | 45           | 20 septembre 1965 | 18 février 2002 |
| Sommières                        | | 60           | 9 mars 2000       | Étude du PSMV en cours.                                                                                                |
| Strasbourg                       | La Grande Île | 78           | 17 janvier 1974   | 1er février 1985, révision en cours.                                                                                   |
| Thiers                           | Cité médiévale, Vallée des Usines et quartier du Moutier | 28           | 31 octobre 1974   | 7 février 1985, révision en cours.                                                                                     |
| Tonnerre                         | |              | 15 janvier 2008   | Étude du PSMV en cours.                                                                                                |
| Toulouse                         | Centre historique | 230          | 21 août 1986      | Étude du PSMV en cours.                                                                                                |
| Tournus                          | | 93           | 9 novembre 2000   | Étude du PSMV en cours.                                                                                                |
| Tours                            | | 155          | 9 novembre 1973   | 14 février 2001, révisé le 6 février 2014                                                                              |
| Tréguier                         | | 24           | 9 août 1966       | Étude du PSMV en cours.                                                                                                |
| Troyes                           | Bouchon de Champagne | 53           | 21 septembre 1964 | 19 mai 2003, révisé le 15 décembre 2017                                                                                |
| Uzès                             | | 11           | 13 janvier 1965   | 8 mars 1978, révisé le 29 janvier 2020.                                                                                |
| Vannes                           | | 19           | 19 août 1966      | 9 mars 1982 |
| Versailles                       | 165 ha + extension de 81 ha | 246          | 6 mars 1973       | 15 novembre 1993, modifié le 15 décembre 2022.                                                                         |
| Vézelay                          | | 33           | 23 décembre 1993  | 7 février 2008 |
| Villeneuve-lès-Avignon           | | 67           | 13 septembre 1995 | 5 mai 2009 |
| Vitré                            | | 32           | 30 avril 1976     | 21 décembre 1994 |
| Viviers                          | | 25           | 12 janvier 1982   | 30 mai 2007 |

## Lettre ouverte
Les onze associations les plus importantes qui se consacrent à la sauvegarde du patrimoine français font connaître d'une même voix, leur expérience et leur analyse prospective aux Français et à leurs élus que le Patrimoine est une richesse et une chance. Elles formulent dans une lettre ouverte publiée[Quand ?] sous forme d'ouvrage vingt-deux propositions pour une gouvernance améliorée, une transmission simplifiée et une gestion économique et durable du patrimoine.